# Копейкино (Знаменский район)
Копе́йкино — деревня в Знаменском районе Омской области. Входит в состав Бутаковского сельского поселения.

## История
Основана в 1634 году. В 1928 году деревня состояла из 52 хозяйства, основное население — русские. В административном отношении находилась в составе Петровского сельсовета Знаменского района Тарского округа Сибирского края.

## Население
| 1926 | 2002 | 2010 |
| ---- | ---- | ---- |
| 228  | ↗234 | ↘204 |

## Улицы
| - ул. Заимка, - ул. Молодёжная, | - ул. Новая, - ул. Центральная. |